# Hamataliwa unca
Hamataliwa unca là một loài nhện trong họ Oxyopidae.
Loài này thuộc chi Hamataliwa. Hamataliwa unca được George Stewardson Brady miêu tả năm 1964.